# Sierra de Yeguas
Sierra de Yeguas è un comune spagnolo di 3 260 abitanti situato nella comunità autonoma dell'Andalusia.